# 船帆座GZ

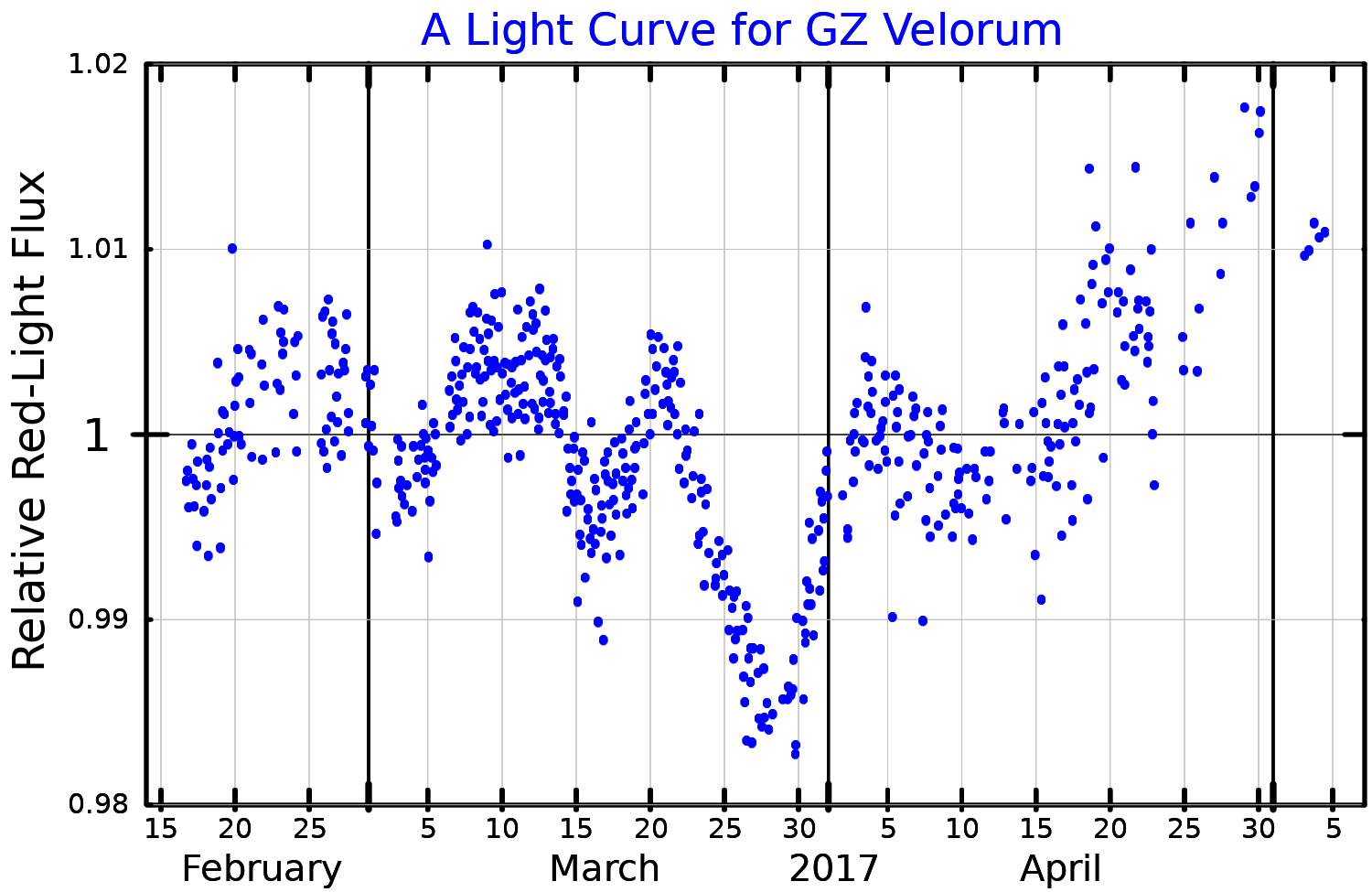
船帆座GZ

船帆座GZ，又名CP-54 3474，HD 89682、SAO 237916、HR 4063，是船帆座的一颗恒星，视星等为4.57，位于銀經282.28，銀緯1.64，其B1900.0坐标为赤經10h 15m 51.2s，赤緯-54° 1.64′ 37″。